# Peleteria andina
Peleteria andina là một loài ruồi trong họ Tachinidae.